# Giải Màn ảnh Canada cho nam diễn viên chính xuất sắc nhất
Giải Genie cho nam diễn viên chính xuất sắc nhất là một giải của Viện Hàn lâm Điện ảnh và Truyền hình Canada dành cho nam diễn viên đóng vai chính trong một phim của Canada, được bầu chọn là xuất sắc nhất.

## Giải Genie lần 1
- Christopher Plummer, Murder by Decree
- Geoffrey Bowes, Something's Rotten
- Robin Gammell, Jack London's Klondike Fever
- Thomas Hauff, Summer's Children
- Stephen Lack, Rubber Gun

## Giải Genie lần 2
- Thomas Peacocke, The Hounds of Notre Dame
- Jocelyn Berube, L'Homme à toute faire
- Lewis Furey, Fantastica
- Winston Rekert, Suzanne
- August Schellenberg, L'Affaire Coffin

## Giải Genie lần 3
- Nick Mancuso, Ticket to Heaven
- Gabriel Arcand, Les Plouffe
- Gordon Pinsent, Silence of the North
- Christopher Plummer, The Amateur
- Winston Rekert, Heartaches

## Giải Genie lần 4
- Donald Sutherland, Threshold
- Gilles Renaud, Une journée en taxi
- Saul Rubinek, By Design
- Marcel Sabourin, Doux Aveux
- August Schellenberg, Latitude 55

## Giải Genie lần 5
- Eric Fryer, The Terry Fox Story
- Pierre Curzi, Lucien Brouillard
- Guy L'Ecuyer, Au clair de la lune
- Nick Mancuso, Maria Chapdelaine
- Alan Scarfe, Deserters

## Giải Genie lần 6
- Gabriel Arcand, Le Crime d'Ovide Plouffe
- Xavier Norman Petermann, Mario
- Winston Rekert, Walls
- Kiefer Sutherland, The Bay Boy
- Kenneth Welsh, Reno and the Doc

## Giải Genie lần 7
- John Wildman, My American Cousin
- Serge Dupire, Le Matou
- Ed McNamara, Bayo
- Alan Scarfe, Overnight
- R. H. Thomson, Samuel Lount

## Giải Genie lần 8
- Gordon Pinsent, John and the Missus
- Pierre Curzi, Le Déclin de l'empire américain
- Rémy Girard, Le Déclin de l'empire américain
- Winston Rekert, The Blue Man
- Kenneth Welsh, Loyalties

## Giải Genie lần 9
- Roger Lebel, Un zoo la nuit
- David Hemblen, Family Viewing
- Jason St. Amour, Train of Dreams
- Gilles Maheu, Un zoo la nuit

## Giải Genie lần 10
- Jeremy Irons, Dead Ringers
- Zachary Ansley, Cowboys Don't Cry
- Elias Koteas, Malarek
- Jan Rubes, Something About Love
- Saul Rubinek, The Outside Chance of Maximilian Glick
- Ron White, Cowboys Don't Cry

## Giải Genie lần 11
- Lothaire Bluteau, Jésus de Montreal
- Maury Chaykin, Cold Comfort
- Michel Côté, Cruising Bar
- Michael McManus, Speaking Parts
- Stephen Ouimette, The Top of His Head

## Giải Genie lần 12
- Rémy Girard, Amoureux fou
- Brad Dourif, Chaindance
- Mattias Habich, La Demoiselle sauvage
- Saeed Jaffrey, Masala
- Jean Rochefort, Amoureux Fou

## Giải Genie lần 13
- Tony Nardi, La Sarrasine
- Jacques Godin, Being at Home with Claude
- Don McKellar, Highway 61
- Gildor Roy, Requiem pour un beau sans-coeur
- Peter Weller, Naked Lunch

## Giải Genie lần 14
- Tom McCamus, I Love a Man in Uniform
- Roy Dupuis, Cap Tourmente
- Rémy Girard, La Florida
- Gilbert Sicotte, Cap Tourmente
- R. H. Thomson, The Lotus Eaters

## Giải Genie lần 15
- Maury Chaykin, Whale Music
- Martin Drainville, Louis 19, le roi des ondes
- Gary Farmer, Henry and Verlin
- Elias Koteas, Exotica
- Gilbert Sicotte, Les pots cassés

## Giải Genie lần 16
- David La Haye, L'Enfant d'eau
- Lothaire Bluteau, Le Confessional
- Matthew Ferguson, Eclipse
- Clive Russell, Margaret's Museum
- Peter Williams, Soul Survivor

## Giải Genie lần 17
- William Hutt, Long Day's Journey into Night
- Jason Cadieux, Lilies
- Matthew Ferguson, Lilies
- Danny Gilmore, Lilies
- Tom McCamus, Long Day's Journey into Night
- Christopher Penn, The Boys Club

## Giải Genie lần 18
- Ian Holm, The Sweet Hereafter
- Robin Aubert, La Comtesse de Bâton Rouge
- Bruce Greenwood, The Sweet Hereafter
- Peter Outerbridge, Kissed
- Alan Williams, The Cockroach that Ate Cincinnati

## Giải Genie lần 19
- Roshan Seth, Such a Long Journey
- Rémy Girard, Les Boys
- Tony Nardi, La Déroute
- Jonathan Pryce, Regeneration
- Samuel West, Rupert's Land

## Giải Genie lần 20
- Bob Hoskins, Felicia's Journey
- Gabriel Arcand, Post Mortem
- Denis Bouchard, Histoires d'hiver
- Joël Drapeau-Dalpé, Histoires d'hiver
- Ralph Fiennes, Sunshine
- Daniel MacIvor, The Five Senses

## Giải Genie lần 21
- Tony Nardi, My Father's Angel
- David Cubitt, The Perfect Son
- Colm Feore, The Perfect Son
- Timothy Webber, My Father's Angel
- James Whitmore, Here's to Life!

## Giải Genie lần 22
- Brendan Fletcher, The Law of Enclosures
- Zachary Bennett, Desire
- David La Haye, Un crabe dans la tête
- Peter Outerbridge, Marine Life
- Chris Owens, The Uncles
- Zinedine Soualem, L'Ange de goudron

## Giải Genie lần 23
- Luc Picard, Savage Messiah
- David Alpay, Ararat
- Philip DeWilde, Turning Paige
- Christopher Plummer, Ararat
- Colin Roberts, Flower & Garnet

## Giải Genie lần 24
- Rémy Girard, Les invasions barbares
- Raymond Bouchard, Seducing Doctor Lewis
- Philip Seymour Hoffman, Owning Mahowny
- Robert Lepage, La Face cachée de la lune
- Barry Pepper, The Snow Walker

## Giải Genie lần 25
- Roy Dupuis, Mémoires affectives
- Michel Côté, Le Dernier tunnel
- David La Haye, Nouvelle-France
- Ian McKellen, Émile
- Nick Stahl, Twist

## Giải Genie lần 26
- Michel Côté, C.R.A.Z.Y.
- Adam Butcher, Saint Ralph
- Marc-André Grondin, C.R.A.Z.Y.
- Paul Kaye, It's All Gone Pete Tong
- Luc Picard, L'Audition

## Giải Genie lần 27
- Roy Dupuis, Maurice Richard (The Rocket)
- Colm Feore, Bon Cop, Bad Cop
- Olivier Gourmet, Congorama
- Patrick Huard, Bon Cop, Bad Cop
- Luc Picard, Un dimanche à Kigali (A Sunday in Kigali)

## Giải Genie lần 28
- Gordon Pinsent, Away From Her
- Roy Dupuis, Shake Hands With the Devil
- Marc Labrèche, L'Âge des ténèbres (Days of Darkness)
- Claude Legault, Les 3 P'tits Cochons (The 3 Little Pigs)
- Viggo Mortensen, Eastern Promises

## Giải Genie lần 29
- Paul Gross, Passchendaele
- Rupinder Nagra, Amal
- Christopher Plummer, Emotional Arithmetic
- Aaron Poole, This Beautiful City
- Natar Ungalaaq, Ce qu'il faut pour vivre

Bản mẫu:GenieAwards